# 2021 WBSC女子野球ワールドカップ
2021 WBSC女子野球ワールドカップ（英語: IX Women's Baseball World Cup 2021）は、メキシコのティフアナで開催される予定だったWBSC女子野球ワールドカップの第9回大会である。元々は2020年9月11日から20日までモンテレイで行われる予定だったが新型コロナウイルス感染症の拡大により延期され、2021年3月1日から9日までの日程でティフアナでの開催となるも、再び延期となり、最終的に、2021年10月に中止になった。
開催国のメキシコ、フランス、フィリピンは初出場となる予定だった。
WBSCは2022年12月20日に、2023年に第9回大会として継続して行うと発表し、グループA（カナダ）は8月8日～13日まで、グループB（日本）は9月13日～18日、2024年夏にカナダで決勝ラウンドを行う予定とした。詳細は次回大会へ。

## 予選
| 大会                               | 日時                 | 会場                   | 出場枠 | 出場チーム                                      |
| ---------------------------------- | -------------------- | ---------------------- | ------ | ----------------------------------------------- |
| パンアメリカン女子野球選手権大会   | 2018年8月22日-31日   | アグアスカリエンテス州 | 4      | アメリカ合衆国 カナダ ベネズエラ メキシコ       |
| 2019年ヨーロッパ女子野球選手権大会 | 2019年7月31日-8月3日 | ルーアン               | 1      | フランス                                        |
| 第2回女子野球アジアカップ          | 2019年11月9日-15日   | 中山市                 | 4 3    | 日本 · チャイニーズタイペイ · フィリピン · 中国 |
| オセアニア                         | –                    | –                      | 1      | オーストラリア                                  |
| ワイルドカード                     | –                    | –                      | 2 3    | キューバ · ドミニカ共和国 · オランダ            |
| 総数                               |                      |                        | 12     |                                                 |